# Vol al límit
Vol al límit (títol original en anglès, On a Wing and a Prayer) és una pel·lícula biogràfica de supervivència del 2023 dirigida per Sean McNamara i protagonitzada per Dennis Quaid, Heather Graham i Jesse Metcalfe. Es va estrenar el 7 d'abril de 2023. S'ha doblat i subtitulat al català.
La pel·lícula està basada en la història real del 2009 de Doug White, un passatger que va obligar a aterrar l'avió King Air 200 en què viatjava amb la seva dona i les seves filles, després que el pilot morís inesperadament a mig vol sense copilot a bord.